# Polyimidy

Obecný strukturní vzorec polyimidu

Polyimidy jsou polymery obsahující imidové funkční skupiny. Vzhledem ke své vysoké odolnosti vůči teplu nacházejí využití například ve vysokoteplotních palivových článcích a mají i řadu vojenských využití. Příkladem může být Kapton, získávaný kondenzací dianhydridu kyseliny pyromellitové s 4,4'-oxydianilinem.

## Historie
První polyimid byl vytvořen v roce 1908, přičemž bylo jištěno, že anhydrid kyseliny 4-aminoftalové při zahřátí netaje, ale uvolňuje vodu za vzniku polyimidu s vysokou molekulovou hmotností. První částečně alifatické polyimidy byly vytvořeny reakcemi diaminů s tetrakyselinami nebo dikyselinami a/nebo jejich estery.
První průmyslově významný polyimid - Kapton - vznikl v 50. letech 20. století s využitím rozpustného polymerního prekurzoru; podobným způsobem se dosud vyrábí většina polyimidů. Ve velkých množstvích se polyimidy vyrábí od roku 1955.

## Rozdělení
Podle složení hlavního řetězce lze polyimidy rozdělit na:
- Alifatické,
- Poloaromatické
- Aromatické: díky tepelné stálosti jde o nejvíce využívaný druh polyimidů.

Podle interakcí mezi hlavními řetězci mohou být polyimidy:
- Termoplastové
- Reaktoplastové: dostupné v podobě pryskyřic, roztoků, tenkých plátků, laminátů a opracovaných dílů.

## Výroba
Polyimidy je možné vyrobit několika způsoby, jako jsou reakce dianhydridů a diaminů (nejčastěji používaný postup) a reakce dianhydridů s diisokyanáty.
Polymerizace diaminů s dianhydridy se provádějí dvoukrokově, přičemž se nejprve vytvoří poly(amidokarboxylová kyselina), nebo přímo. Častější je dvoukroková syntéza, při níž se nejprve připraví rozpustná poly(amidokarboxylová kyselina) (2), jež je v druhém kroku cyklizována na polyimid (3). Dvoukrokové provedení je nutné z toho důvodu, že polyimidy jsou většinou v důsledku aromatické struktury netavitelné a nerozpustné.
K dianhydridům nejčastěji používaným na výrobu polyimidů patří dianhydrid kyseliny pyromellitové, dianhydrid kyseliny benzochinontetrakarboxylové a dianhydrid kyseliny naftalentetrakarboxylové; diamin bývá obvykle 4,4'-diaminodifenyl ether, m-fenylendiamin, nebo 3,3'-diaminodifenylmethan., k získání produktů o požadovaných vlastnostech však lze použít stovky různých diaminů i dianhydridů. Polyimidy se zpravidla vyznačují nerozpustností a vysokou teplotou měknutí.

### Analýza
Imidizační reakci lze zkoumat prostřednictvím infračervené spektroskopie. Infračervené spektrum v průběhu reakce vykazuje zanikání absorpčních pásů poly(amikyselin), nacházejících se na 3400 a 2700 (valenční vibrace vazeb O-H), 1720 a 1660 (C=O amidových vazeb) a 1535 cm−1 (vazby C-N). Současně s tím se objevují pásy imidů na ~1780 (asymetrické vazby C=O), ~1720 (symetrické vazby C=O), ~1360 (prodlužování C-N) a ~1160 a 745 cm−1 (deformační vibrace imidových kruhů).⁠ Jsou popsány podrobné analýzy polyimidů, a to i karbonizovaných a grafitizovaných.

## Vlastnosti
Termosetové polyimidy jsou tepelně stálé, chemicky odolné a mají velmi dobré mechanické vlastnosti; zbarvení bývá oranžové až žluté. Polyimidy vyztužené grafitovými vlákny nebo sklolaminátem se vyznačují pevností v ohybu až 340 MPa a moduly pružnosti v ohybu 21 GPa. Termosetové polymerní matrice z polyimidů mají velmi nízké míry tečení materiálu a vysoké pevnosti v tahu. Tyto vlastnosti se zachovávají do teplot kolem 232 °C a krátkodobě i při 704 °C. Vstřikované díly z polyimidů se vyznačují značnou odolností proti vysokým teplotám. Jejich provozní teploty se pohybují od hluboce záporných hodnot až po více než 260 °C. Polyimidy jsou též nehořlavé a nevyžadují tak přidávání zpomalovačů hoření. Pevnost v tahu zůstává u polyimidů při 249 °C z poloviny zachována po dobu 400 hodin.
Polyimidy nejsou narušovány běžnými rozpouštědly, jako jsou uhlovodíky, estery, ethery, alkoholy a freony. Odolávají i slabým kyselinám, ale nejsou vhodné do prostředí, kde se vyskytují silné zásady a kyseliny. Některé polyimidy, například CP1 a CORIN XLS, jsou rozpustné, díky čemuž mohou mít využití ve sprejích a za nízkých teplot.

## Použití

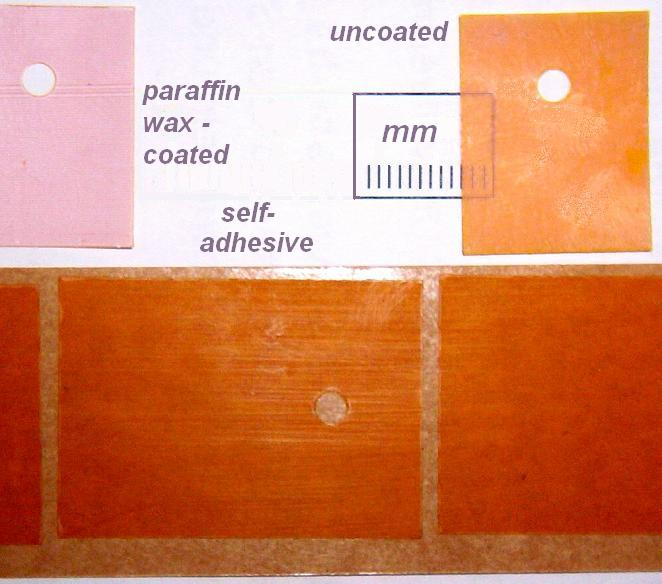
Tepelně vodivá vrstva Kaptonu o tloušťce přibližně 0,05 mm

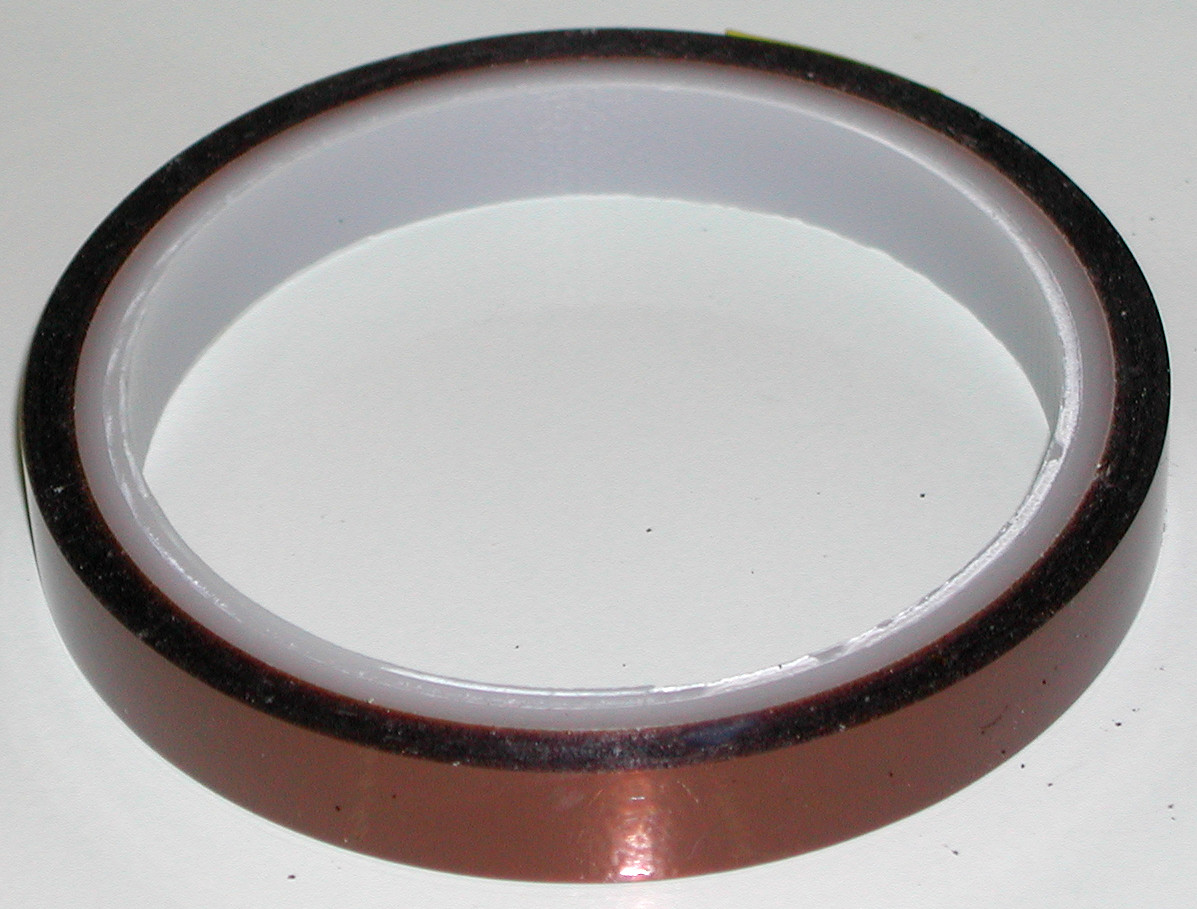
Kaptonová lepicí páska

### Izolační a pasivační vrstvy
Polyimidy se vyznačují tvárností, nízkou hmotností a dobrou chemickou a tepelnou odolností. Tyto jejich vlastnosti se využívají v izolantech v elektronických zařízeních; například v laptopech jsou kapely spojující hlavní desku s obrazovkou (které se ohýbají při každém otevření či zavření) často tvořeny měděnými vodiči obalnými polyimidy.

Struktura poly-oxydifenylen-pyromellitimidu („Kaptonu“)

Polyimidy jsou také obalovými materiály optických vláken pro lékařská využití a prostředí s vysokými teplotami.
Polyimidy jsou využívány také jako izolační a pasivační vrstvy u integrovaných obvodů mikroelektromechanických systémů. Vysoká pevnost v tahu usnadňuje přilnutí vrstev polyimidů ke kovům nebo k sobě navzájem. Minimální interakce mezi polyimidem a vrstvou zlata, společně s jeho vysokou tepelnou stabilitou, vytváří systém poskytující velmi dobrou izolaci za řady různých podmínek. Polyimidy jsou také vhodné u antén mobilních telefonů.
Vícevrstvé izolace vesmírných plavidel často obsahují polyimidy pokryté tenkými vrstvami hliníku, stříbra, zlata nebo germania. Zlatě zbarvené materiály na jejich vnějších stranách jsou mnohdy tvořeny polyimidy pokrytými jednou vrstvou hliníku.

### Mechanické součásti
Polyimidové prášky lze použít na výrobu různých součástek slinováním (vstřikováním za vysokého tlaku, tvarováním a izostatickým stlačením). Vzhledem k vysoké mechanické stabilitě i za vysokých teplot se polyimidy rovněž používají na vymezovací vložky, ložiska zásuvky a konstrukční součásti. Ke snižování tření se používají pevná maziva, například grafit, polytetrafluorethylen nebo sulfid molybdeničitý.

### Filtry
Polyimidy také mohou filtrovat horké plyny v uhelných elektrárnách, spalovnách odpadu a cementárnách, kde oddělují prach a pevné částice.
Polyimidy jsou nejpoužívanějšími matriály pro reverzní osmotické filmy určené k čištění vody nebo k zakoncentrovávání zředěných látek, například při výrobě javorového sirupu.

### Ostatní
Polyimidy mají využití v medicíně, vyrábějí se z nich katetry.
V polovodičovém průmyslu slouží polyimidy jako vysokoteplotní lepidla a ke zmírňování mechanického napětí.